# Finlândia nos Jogos Olímpicos de Inverno de 2018
A Finlândia participou dos Jogos Olímpicos de Inverno de 2018, realizados na cidade de Pyeongchang, na Coreia do Sul.
O país disputa as Olimpíadas de Inverno desde a sua primeira edição, em 1924 em Chamonix, França. Nessa edição contou com uma delegação de 100 atletas que competiram em onze esportes.

## Medalhas
| Atleta | Esporte             | Evento                   | Medalha |
| --- | ------------------- | ------------------------ | ------- |
| Iivo Niskanen | Esqui cross-country | 50 km clássico masculino | Ouro    |
| Krista Pärmäkoski | Esqui cross-country | 30 km clássico feminino  | Prata   |
| Krista Pärmäkoski | Esqui cross-country | 15 km skiathlon feminino | Bronze  |
| Enni Rukajärvi | Snowboard           | Slopestyle feminino      | Bronze  |
| Krista Pärmäkoski | Esqui cross-country | 10 km livre feminino     | Bronze  |
| Eveliina Suonpää Meeri Räisänen Noora Räty Isa Rahunen Rosa Lindstedt Jenni Hiirikoski Mira Jalosuo Ella Viitasuo Minnamari Tuominen Ronja Savolainen Venla Hovi Linda Välimäki Annina Rajahuhta Riikka Välilä Petra Nieminen Emma Nuutinen Sanni Hakala Noora Tulus Sara Säkkinen Saila Saari Michelle Karvinen Tanja Niskanen Susanna Tapani | Hóquei no gelo      | Feminino                 | Bronze  |

## Desempenho

### Biatlo
Feminino
| Atleta                                                        | Evento           | Tempo     | Penalidades | Pos. |
| ------------------------------------------------------------- | ---------------- | --------- | ----------- | ---- |
| Mari Laukkanen                                                | Velocidade       | 24:00.6   | 5 (3+2)     | 64º  |
| Mari Laukkanen                                                | Individual       | 46:03.7   | 4 (2+1+0+1) | 42º  |
| Venla Lehtonen                                                | Velocidade       | 25:13.7   | 3 (3+0)     | 79º  |
| Kaisa Mäkäräinen                                              | Velocidade       | 22:36.4   | 3 (2+1)     | 25º  |
| Kaisa Mäkäräinen                                              | Perseguição      | 33:22.2   | 6 (0+3+3+0) | 22º  |
| Kaisa Mäkäräinen                                              | Individual       | 43:57.9   | 3 (1+1+1+0) | 13º  |
| Kaisa Mäkäräinen                                              | Largada coletiva | 36:23.9   | 2 (0+1+0+1) | 10º  |
| Suvi Minkkinen                                                | Individual       | 48:27.7   | 4 (2+1+0+1) | 69º  |
| Laura Toivanen                                                | Velocidade       | 24:55.4   | 1 (0+1)     | 77º  |
| Laura Toivanen                                                | Individual       | 46:42.6   | 3 (1+1+0+1) | 49º  |
| Mari Laukkanen Venla Lehtonen Kaisa Mäkäräinen Laura Toivanen | Revezamento      | 1:14:37.2 | 15 (2+13)   | 15º  |

Masculino
| Atleta          | Evento           | Tempo   | Penalidades | Pos. |
| --------------- | ---------------- | ------- | ----------- | ---- |
| Tuomas Grönman  | Velocidade       | 25:24.3 | 1 (0+1)     | 45º  |
| Tuomas Grönman  | Perseguição      | 38:58.9 | 6 (0+1+2+3) | 55º  |
| Tuomas Grönman  | Individual       | 52:44.1 | 3 (0+2+0+1) | 48º  |
| Olli Hiidensalo | Velocidade       | 24:26.3 | 0 (0+0)     | 19º  |
| Olli Hiidensalo | Perseguição      | 37:03.9 | 7 (1+2+1+3) | 35º  |
| Olli Hiidensalo | Individual       | 54:57.6 | 5 (0+1+3+1) | 73º  |
| Tero Seppälä    | Velocidade       | 24:27.3 | 1 (1+0)     | 20º  |
| Tero Seppälä    | Perseguição      | 36:09.9 | 5 (1+1+3+0) | 25º  |
| Tero Seppälä    | Individual       | 55:10.8 | 6 (0+2+2+2) | 76º  |
| Tero Seppälä    | Largada coletiva | 37:25.0 | 3 (1+2+0+0) | 21º  |

Misto
| Atleta                                                       | Evento      | Tempo     | Penalidades | Pos. |
| ------------------------------------------------------------ | ----------- | --------- | ----------- | ---- |
| Laura Toivanen Kaisa Mäkäräinen Tero Seppälä Olli Hiidensalo | Revezamento | 1:09:38.2 | 3 (0+3)     | 6º   |

### Combinado nórdico
| Atleta                                                | Evento                  | Salto de esqui | Salto de esqui | Salto de esqui | Cross-country | Cross-country | Total   | Total |
| Atleta                                                | Evento                  | Distância      | Pontos         | Pos.           | Tempo         | Pos.          | Tempo   | Pos.  |
| ----------------------------------------------------- | ----------------------- | -------------- | -------------- | -------------- | ------------- | ------------- | ------- | ----- |
| Ilkka Herola                                          | Individual pista normal | 97.0           | 99.7           | 17º            | 23:52.9       | 2º            | 25:56.9 | 8º    |
| Ilkka Herola                                          | Individual pista longa  | 119.5          | 103.6          | 28º            | 23:25.2       | 5º            | 25:46.2 | 18º   |
| Eero Hirvonen                                         | Individual pista normal | 102.0          | 118.0          | 6º             | 24:53.0       | 19º           | 25:43.0 | 6º    |
| Eero Hirvonen                                         | Individual pista longa  | 132.5          | 127.9          | 7º             | 23:30.6       | 9º            | 24:14.6 | 6º    |
| Arttu Mäkiaho                                         | Individual pista normal | 91.0           | 85.2           | =34º           | 25:25.3       | 31º           | 28:27.3 | 36º   |
| Arttu Mäkiaho                                         | Individual pista longa  | 108.0          | 81.7           | 42º            | 24:12.3       | 24º           | 28:01.3 | 38º   |
| Hannu Manninen                                        | Individual pista normal | 90.0           | 85.2           | =34º           | 24:27.8       | 8º            | 27:29.8 | 23º   |
| Leevi Mutru                                           | Individual pista longa  | 111.0          | 81.9           | 41º            | 23:30.3       | 8º            | 27:18.3 | 31º   |
| Ilkka Herola Leevi Mutru Hannu Manninen Eero Hirvonen | Equipes                 | 484.5          | 381.3          | 7º             | 46:42.5       | 3º            | 48:40.5 | 6º    |

### Curling
| Atleta                     | Evento        | Primeira fase | Primeira fase | Play-off               | Semifinal              | Final                  | Pos.        |
| Atleta                     | Evento        | Adversário e resultado | Pos.          | Adversário e resultado | Adversário e resultado | Adversário e resultado | Pos.        |
| -------------------------- | ------------- | --- | ------------- | ---------------------- | ---------------------- | ---------------------- | ----------- |
| Oona Kauste Tomi Rantamäki | Duplas mistas | KOR Coreia do Sul D 4–9 SUI Suíça D 6–7 OAR Atletas Olímpicos da Rússia D 5–7 CAN Canadá D 2–8 NOR Noruega D 6–7 CHN China D 5–10 USA Estados Unidos V 7–5 | 8º            | Não avançou            | Não avançou            | Não avançou            | Não avançou |

### Esqui alpino
Masculino
| Atleta        | Evento         | Descida 1 | Descida 1 | Descida 2 | Descida 2 | Total   | Total |
| Atleta        | Evento         | Tempo     | Pos.      | Tempo     | Pos.      | Tempo   | Pos.  |
| ------------- | -------------- | --------- | --------- | --------- | --------- | ------- | ----- |
| Andreas Romar | Downhill       |           |           |           |           | 1:43.78 | 31º   |
| Andreas Romar | Super-G        |           |           |           |           | 1:27.70 | 31º   |
| Andreas Romar | Combinado      | 1:21.94   | 35º       | 49.58     | 22º       | 2:11.52 | 24º   |
| Samu Torsti   | Slalom gigante | 1:10.93   | 22º       | 1:10.44   | 11º       | 2:21.37 | 17º   |

### Esqui cross-country
Feminino
| Atleta                                                                     | Evento                 | Qualificatória   | Qualificatória | Quartas       | Quartas | Semifinal   | Semifinal   | Final       | Final             |
| Atleta                                                                     | Evento                 | Tempo            | Pos.           | Tempo         | Pos.    | Tempo       | Pos.        | Tempo       | Pos.              |
| -------------------------------------------------------------------------- | ---------------------- | ---------------- | -------------- | ------------- | ------- | ----------- | ----------- | ----------- | ----------------- |
| Johanna Matintalo                                                          | 15 km skiathlon        | Clássico 21:32.9 | 14º            | Livre 21:00.1 | 26º     |             |             | 43:02.4     | 14º               |
| Johanna Matintalo                                                          | 30 km clássico         |                  |                |               |         |             |             | 1:28:58.2   | 18º               |
| Johanna Matintalo                                                          | Velocidade individual  | 3:19.04          | 19º Q          | 3:16.92       | 4º      | Não avançou | Não avançou | Não avançou | Não avançou       |
| Laura Mononen                                                              | 10 km livre            |                  |                |               |         |             |             | 27:15.6     | 23º               |
| Laura Mononen                                                              | 15 km skiathlon        | Clássico 21:48.3 | 21º            | Livre 20:31.6 | 23º     |             |             | 42:53.0     | 19º               |
| Kerttu Niskanen                                                            | 15 km skiathlon        | Clássico 21:26.6 | 7º             | Livre 20:16.6 | 20º     |             |             | 42:15.2     | 16º               |
| Kerttu Niskanen                                                            | 30 km clássico         |                  |                |               |         |             |             | 1:25:19.2   | 6º                |
| Kerttu Niskanen                                                            | Velocidade individual  | 3:20.48          | 24º Q          | 3:19.48       | 5º      | Não avançou | Não avançou | Não avançou | Não avançou       |
| Krista Pärmäkoski                                                          | 10 km livre            |                  |                |               |         |             |             | 25:32.4     | Medalha de bronze |
| Krista Pärmäkoski                                                          | 15 km skiathlon        | Clássico 21:27.9 | 10º            | Livre 18:59.2 | 3º      |             |             | 40:52.7     | Medalha de bronze |
| Krista Pärmäkoski                                                          | 30 km clássico         |                  |                |               |         |             |             | 1:24:07.1   | Medalha de prata  |
| Krista Pärmäkoski                                                          | Velocidade individual  | 3:12.30          | 3º Q           | 3:11.97       | 2º Q    | 3:12.04     | 5º          | Não avançou | Não avançou       |
| Riitta-Liisa Roponen                                                       | 10 km livre            |                  |                |               |         |             |             | 27:04.8     | 20º               |
| Aino-Kaisa Saarinen                                                        | 30 km clássico         |                  |                |               |         |             |             | 1:30:32.2   | 20º               |
| Aino-Kaisa Saarinen                                                        | Velocidade individual  | 3:24.02          | 30º Q          | 3:19.18       | 5º      | Não avançou | Não avançou | Não avançou | Não avançou       |
| Mari Laukkanen Krista Pärmäkoski                                           | Velocidade por equipes |                  |                |               |         | 16:31.54    | 4º q        | 16:19.18    | 5º                |
| Kerttu Niskanen Krista Pärmäkoski Riitta-Liisa Roponen Aino-Kaisa Saarinen | Revezamento 4x5 km     |                  |                |               |         |             |             | 52:26.9     | 4º                |

Masculino
| Atleta                                                       | Evento                 | Qualificatória   | Qualificatória | Quartas       | Quartas | Semifinal   | Semifinal   | Final       | Final           |
| Atleta                                                       | Evento                 | Tempo            | Pos.           | Tempo         | Pos.    | Tempo       | Pos.        | Tempo       | Pos.            |
| ------------------------------------------------------------ | ---------------------- | ---------------- | -------------- | ------------- | ------- | ----------- | ----------- | ----------- | --------------- |
| Ristomatti Hakola                                            | 50 km clássico         |                  |                |               |         |             |             | 2:22:50.1   | 43º             |
| Ristomatti Hakola                                            | Velocidade individual  | 3:08.54          | 1º Q           | 3:09.41       | 2º Q    | 3:09.93     | 1º Q        | 3:26.47     | 6º              |
| Matti Heikkinen                                              | 15 km livre            |                  |                |               |         |             |             | 34:45.4     | 10º             |
| Matti Heikkinen                                              | 30 km skiathlon        | Clássico 41:55.6 | 34º            | Livre 35:32.0 | 7º      |             |             | 1:17:55.9   | 21º             |
| Matti Heikkinen                                              | 50 km clássico         |                  |                |               |         |             |             | 2:17:34.8   | 25º             |
| Perttu Hyvärinen                                             | 15 km livre            |                  |                |               |         |             |             | 36:17.2     | 35º             |
| Perttu Hyvärinen                                             | 30 km skiathlon        | Clássico 41:57.0 | 36º            | Livre 37:58.0 | 39º     |             |             | 1:20:28.5   | 41º             |
| Perttu Hyvärinen                                             | 50 km clássico         |                  |                |               |         |             |             | 2:18:38.5   | 29º             |
| Martti Jylhä                                                 | Velocidade individual  | 3:16.79          | 24º Q          | 3:17.46       | 1º Q    | 3:14.93     | 5º          | Não avançou | Não avançou     |
| Lari Lehtonen                                                | 15 km livre            |                  |                |               |         |             |             | 36:01.8     | 31º             |
| Lari Lehtonen                                                | 30 km skiathlon        | Clássico 42:28.9 | 41º            | Livre 36:28.1 | 23º     |             |             | 1:19:26.6   | 33º             |
| Iivo Niskanen                                                | 30 km skiathlon        | Clássico 40:30.0 | 1º             | Livre 36:34.3 | 26º     |             |             | 1:17:34.2   | 19º             |
| Iivo Niskanen                                                | 50 km clássico         |                  |                |               |         |             |             | 2:08:22.1   | Medalha de ouro |
| Iivo Niskanen                                                | Velocidade individual  | 3:16.27          | 21º Q          | 3:12.20       | 3º      | Não avançou | Não avançou | Não avançou | Não avançou     |
| Anssi Pentsinen                                              | 15 km livre            |                  |                |               |         |             |             | 36:54.9     | 51º             |
| Lauri Vuorinen                                               | Velocidade individual  | 3:16.69          | 23º Q          | 3:33.13       | 6º      | Não avançou | Não avançou | Não avançou | Não avançou     |
| Ristomatti Hakola Martti Jylhä                               | Velocidade por equipes |                  |                |               |         | 16:01.41    | 4º q        | 16:32.30    | 9º              |
| Matti Heikkinen Perttu Hyvärinen Lari Lehtonen Iivo Niskanen | Revezamento 4x10 km    |                  |                |               |         |             |             | 1:34:45.4   | 4º              |

### Esqui estilo livre
Moguls
| Jussi Penttala | Masculino | 27.32 | 30.15 | 28º | 27.68 | 67.96 | 19º | Não avançou | Não avançou | Não avançou | Não avançou | Não avançou | Não avançou | Não avançou | Não avançou | Não avançou |
| Jimi Salonen   | Masculino | 28.48 | 43.18 | 27º | 24.92 | 75.25 | 8º  | 25.16       | 72.76       | 16º         | Não avançou | Não avançou | Não avançou | Não avançou | Não avançou | Não avançou |

Slopestyle
| Atleta       | Evento    | Qualificação | Qualificação | Qualificação | Qualificação | Final       | Final       | Final       | Final       | Final       |
| Atleta       | Evento    | Descida 1    | Descida 2    | Melhor       | Pos.         | Descida 1   | Descida 2   | Descida 3   | Melhor      | Pos.        |
| ------------ | --------- | ------------ | ------------ | ------------ | ------------ | ----------- | ----------- | ----------- | ----------- | ----------- |
| Joona Kangas | Masculino | 47.80        | 48.80        | 48.80        | 26º          | Não avançou | Não avançou | Não avançou | Não avançou | Não avançou |

### Hóquei no gelo
Masculino
| Equipe | Equipe | Fase de grupos                                        | Fase de grupos | Play-offs               | Quartas                | Semifinal              | Final                  | Pos. |
| Equipe | Equipe | Adversário e resultado                                | Pos.           | Adversário e resultado  | Adversário e resultado | Adversário e resultado | Adversário e resultado | Pos. |
| --- | --- | ----------------------------------------------------- | -------------- | ----------------------- | ---------------------- | ---------------------- | ---------------------- | ---- |
| Mikko Lehtonen Tommi Kivistö Lasse Kukkonen Marko Anttila Julius Junttila Sami Lepistö Mikko Koskinen Eeli Tolvanen Joonas Kemppainen Jani Lajunen Jonas Enlund Petri Kontiola Karri Rämö | Mika Pyörälä Juuso Hietanen Jarno Koskiranta Miro Heiskanen Miika Koivisto Atte Ohtamaa Oskar Osala Sakari Manninen Teemu Hartikainen Juha Metsola Jukka Peltola Veli-Matti Savinainen | GER Alemanha V 5–2 NOR Noruega V 5–1 SWE Suécia D 1–3 | 2º (Gr. C)     | KOR Coreia do Sul V 5–2 | CAN Canadá D 0–1       | Não avançou            | Não avançou            | 6º   |

Feminino
| Equipe | Equipe | Fase de grupos                                                                  | Fase de grupos | Quartas                | Semifinal                | Final                                                     | Pos.              |
| Equipe | Equipe | Adversário e resultado                                                          | Pos.           | Adversário e resultado | Adversário e resultado   | Adversário e resultado                                    | Pos.              |
| --- | --- | ------------------------------------------------------------------------------- | -------------- | ---------------------- | ------------------------ | --------------------------------------------------------- | ----------------- |
| Eveliina Suonpää Isa Rahunen Rosa Lindstedt Jenni Hiirikoski Mira Jalosuo Ella Viitasuo Venla Hovi Linda Välimäki Annina Rajahuhta Riikka Välilä Minnamari Tuominen Meeri Räisänen | Petra Nieminen Emma Nuutinen Sanni Hakala Noora Tulus Sara Säkkinen Saila Saari Michelle Karvinen Noora Räty Tanja Niskanen Susanna Tapani Ronja Savolainen | USA Estados Unidos D 1–3 CAN Canadá D 1–4 OAR Atletas Olímpicos da Rússia V 5–1 | 3 (Gr. A)      | SWE Suécia V 7–2       | USA Estados Unidos D 0–5 | Disputa pelo bronze OAR Atletas Olímpicos da Rússia V 3–2 | Medalha de bronze |

### Patinação artística
| Atleta        | Evento              | Programa curto | Programa curto | Programa livre | Programa livre | Total  | Total |
| Atleta        | Evento              | Pontos         | Pos.           | Pontos         | Pos.           | Pontos | Pos.  |
| ------------- | ------------------- | -------------- | -------------- | -------------- | -------------- | ------ | ----- |
| Emmi Peltonen | Individual feminino | 55.28          | 18º            | 101.86         | 21º            | 157.14 | 20º   |

### Patinação de velocidade
Feminino
| Atleta      | Evento | Final | Final |
| Atleta      | Evento | Tempo | Pos.  |
| ----------- | ------ | ----- | ----- |
| Elina Risku | 500 m  | 39.36 | 28º   |

Masculino
| Atleta        | Evento | Final   | Final |
| Atleta        | Evento | Tempo   | Pos.  |
| ------------- | ------ | ------- | ----- |
| Pekka Koskela | 500 m  | 35.192  | 19º   |
| Pekka Koskela | 1000 m | 1:11.76 | 36º   |
| Mika Poutala  | 500 m  | 34.68   | 4º    |
| Mika Poutala  | 1000 m | 1:09.58 | 16º   |

### Salto de esqui
Feminino
| Atleta         | Evento                  | 1ª rodada | 1ª rodada | 1ª rodada | Final     | Final  | Final | Total  | Total |
| Atleta         | Evento                  | Distância | Pontos    | Pos.      | Distância | Pontos | Pos.  | Pontos | Pos.  |
| -------------- | ----------------------- | --------- | --------- | --------- | --------- | ------ | ----- | ------ | ----- |
| Julia Kykkänen | Pista normal individual | 85.0      | 77.2      | 22º Q     | 84.0      | 75.4   | 26º   | 152.6  | 23º   |

Masculino
| Atleta                                                  | Evento                  | Qualificação | Qualificação | Qualificação | 1ª rodada | 1ª rodada | 1ª rodada | Final       | Final       | Final       | Total       | Total       |
| Atleta                                                  | Evento                  | Distância    | Pontos       | Pos.         | Distância | Pontos    | Pos.      | Distância   | Pontos      | Pos.        | Pontos      | Pos.        |
| ------------------------------------------------------- | ----------------------- | ------------ | ------------ | ------------ | --------- | --------- | --------- | ----------- | ----------- | ----------- | ----------- | ----------- |
| Antti Aalto                                             | Pista normal individual | 87.5         | 93.6         | 42º Q        | 80.0      | 60.8      | 50º       | Não avançou | Não avançou | Não avançou | Não avançou | Não avançou |
| Antti Aalto                                             | Pista longa por equipes | 133.0        | 109.3        | 20º Q        | 121.5     | 105.7     | =37º      | Não avançou | Não avançou | Não avançou | Não avançou | Não avançou |
| Janne Ahonen                                            | Pista normal individual | 89.0         | 95.8         | 37º Q        | 90.5      | 85.1      | 40º       | Não avançou | Não avançou | Não avançou | Não avançou | Não avançou |
| Janne Ahonen                                            | Pista longa por equipes | 119.0        | 90.8         | 36º Q        | 124.5     | 110.6     | 30º Q     | 115.5       | 100.0       | 28º         | 210.6       | 28º         |
| Andreas Alamommo                                        | Pista normal individual | 90.0         | 98.3         | 35º Q        | 94.0      | 91.3      | 38º       | Não avançou | Não avançou | Não avançou | Não avançou | Não avançou |
| Andreas Alamommo                                        | Pista longa por equipes | 129.5        | 97.7         | 29º Q        | 120.0     | 107.6     | 34º       | Não avançou | Não avançou | Não avançou | Não avançou | Não avançou |
| Jarkko Määttä                                           | Pista longa por equipes | 116.5        | 79.0         | 43º Q        | 122.0     | 105.7     | =37º      | Não avançou | Não avançou | Não avançou | Não avançou | Não avançou |
| Eetu Nousiainen                                         | Pista normal individual | 87.0         | 85.5         | 50º Q        | 83.0      | 68.0      | 49º       | Não avançou | Não avançou | Não avançou | Não avançou | Não avançou |
| Janne Ahonen Andreas Alamommo Jarkko Määttä Antti Aalto | Pista longa por equipes |              |              |              | 466.5     | 397.5     | 8º Q      | 468         | 392.9       | 8º          | 790.4       | 8º          |

### Snowboard
Livre
| Atleta           | Evento               | Qualificatória | Qualificatória | Qualificatória | Qualificatória | Final       | Final       | Final       | Final       | Final             |
| Atleta           | Evento               | Descida 1      | Descida 2      | Melhor         | Pos.           | Descida 1   | Descida 2   | Descida 3   | Melhor      | Pos.              |
| ---------------- | -------------------- | -------------- | -------------- | -------------- | -------------- | ----------- | ----------- | ----------- | ----------- | ----------------- |
| Enni Rukajärvi   | Big air feminino     | 68.75          | 49.75          | 68.75          | 16º            | Não avançou | Não avançou | Não avançou | Não avançou | Não avançou       |
| Enni Rukajärvi   | Slopestyle feminino  | Cancelado      | Cancelado      | Cancelado      | Cancelado      | 45.85       | 75.38       | CAN         | 75.38       | Medalha de bronze |
| Kalle Järvilehto | Big air masculino    | 83.25          | 44.75          | 83.25          | 12º            | Não avançou | Não avançou | Não avançou | Não avançou | Não avançou       |
| Kalle Järvilehto | Slopestyle masculino | 15.56          | 31.10          | 31.10          | 32º            | Não avançou | Não avançou | Não avançou | Não avançou | Não avançou       |
| Janne Korpi      | Halfpipe masculino   | 4.50           | 22.50          | 22.50          | 28º            | Não avançou | Não avançou | Não avançou | Não avançou | Não avançou       |
| Markus Malin     | Halfpipe masculino   | 30.25          | 63.50          | 63.50          | 19º            | Não avançou | Não avançou | Não avançou | Não avançou | Não avançou       |
| Peetu Piiroinen  | Big air masculino    | 43.50          | 87.25          | 87.25          | 8º             | Não avançou | Não avançou | Não avançou | Não avançou | Não avançou       |
| Peetu Piiroinen  | Halfpipe masculino   | 14.25          | 77.50          | 77.50          | 11º Q          | 4.50        | 12.75       | 13.50       | 13.50       | 12º               |
| Peetu Piiroinen  | Slopestyle masculino | 69.26          | 43.43          | 69.26          | 18º            | Não avançou | Não avançou | Não avançou | Não avançou | Não avançou       |
| Rene Rinnekangas | Big air masculino    | 43.75          | 83.00          | 83.00          | 10º            | Não avançou | Não avançou | Não avançou | Não avançou | Não avançou       |
| Rene Rinnekangas | Slopestyle masculino | 24.86          | 37.91          | 37.91          | 28º            | Não avançou | Não avançou | Não avançou | Não avançou | Não avançou       |
| Roope Tonteri    | Big air masculino    | 86.50          | 47.50          | 86.50          | 9º             | Não avançou | Não avançou | Não avançou | Não avançou | Não avançou       |
| Roope Tonteri    | Slopestyle masculino | 72.60          | 38.08          | 72.60          | 15º            | Não avançou | Não avançou | Não avançou | Não avançou | Não avançou       |

Snowboard cross
| Atleta         | Evento    | Ranqueamento | Ranqueamento | Ranqueamento | Ranqueamento | Ranqueamento | Ranqueamento | Oitavas | Quartas | Semifinal | Final   | Final |
| Atleta         | Evento    | Descida 1    | Descida 1    | Descida 2    | Descida 2    | Melhor       | Pos.         | Oitavas | Quartas | Semifinal | Final   | Final |
| Atleta         | Evento    | Tempo        | Pos.         | Tempo        | Pos.         | Melhor       | Pos.         | Posição | Posição | Posição   | Posição | Pos.  |
| -------------- | --------- | ------------ | ------------ | ------------ | ------------ | ------------ | ------------ | ------- | ------- | --------- | ------- | ----- |
| Anton Lindfors | Masculino | 1:15.01      | 23º          | Bye          | Bye          | 1:15.01      | 23º          | 3º Q    | 3º Q    | 5º QB     | 3º      | 9º    |

Legenda
| Recorde mundial      | Recorde mundial (World record)               |                       | Recorde africano                      | Recorde africano (African) |                                           | Q | Classificado por posição (Qualified) |
| Recorde olímpico     | Recorde olímpico (Olympic record)            | Recorde da América    | Recorde da América (Americas)         | q                          | Classificado por melhor tempo (Qualified) |   |                                      |
| Melhor marca do ano  | Melhor marca do ano (World leading)          | Recorde asiático      | Recorde asiático (Asian)              | DNS                        | Não largou (Did not start)                |   |                                      |
| Recorde nacional     | Recorde nacional (National record)           | Recorde europeu       | Recorde europeu (European)            | DNF                        | Não terminou (Did not finish)             |   |                                      |
| Recorde pessoal      | Recorde pessoal do atleta (Personal best)    | Recorde da Oceania    | Recorde da Oceania (Oceania)          | DSQ / DQ                   | Desclassificado (Disqualified)            |   |                                      |
| Recorde da temporada | Recorde da temporada do atleta (Season best) | Recorde sul-americano | Recorde sul-americano (South America) | NM                         | Sem marca (No mark)                       |   |                                      |

### Patinação de velocidade
| Recorde de pista | Recorde da pista (Track record)               |  |  |
| QA               | Classificado para a final A                   |  |  |
| QB               | Classificado para a final B                   |  |  |
| ADV              | Classificado após decisão arbitral (Advanced) |  |  |
| PEN              | Pênalti                                       |  |  |
| YC               | Cartão amarelo (Yellow Card)                  |  |  |